# Shtjefën Kurti
Shtjefën Kurti (24. prosince 1898, Ferizoviç (dnes Uroševac/Ferizaj), Osmanská říše – 20. října 1971, Fushë, Albánie) byl albánský katolický kněz. Katolická církev jej uctívá jako blahoslaveného mučedníka.

## Život
Pocházel z bohaté obchodní rodiny. Kurti studoval v Albánii, Grazu, Feldkirchu, Innsbrucku a v Římě. Dne 13. května 1924 byl v Římě vysvěcen na kněze. Jeho otec byl farářem ve Skopji a v Novoselu u Đakova v letech 1921 až 1929. Kurti se přestěhoval do Albánie po smrti svého kolegy Shtjefëna Gjeçoviho. Z Albánie poté odešel do Rumunska. Během svého meziválečného působení napsal memorandum Společnosti národů ohledně perzekuce katolické albánské komunity na území dnešního Kosova. Jako kněz sloužil Kurti ještě v Kruji, Gurësu a Tiraně.
V roce 1946, nedlouho poté, co se v zemi dostali komunisté k moci, byl Kurti zatčen a uvězněn. Ve vykonstruovaném[zdroj?] procesu byl odsouzen nejprve k trestu smrti, a později k odnětí svobody na 20. let. Po 17 letech vězení byl dne 2. května 1963 propuštěn na svobodu. V roce 1967, nedlouho poté, co albánská komunistická vláda postavila náboženství mimo zákon, byl opětovně zatčen tajnou policií Sigurimi, a odsouzen na 16 let nucených prací. K zatčení došlo násilně; Kurti se s agenty tajné policie popral, když se ho pokoušeli z kostela vyvést.
Pracoval na kolektivní farmě ve městě Milot v centrální části země. Protože v roce 1970 tajně pokřtil dítě, což bylo zakázané, byl nakonec odsouzen k trestu smrti a v roce 1971 popraven.

## Úcta
Beatifikační proces jeho a dalších albánských mučedníků započal dne 4. září 2002, čímž obdrželi titul služebníci Boží. Dne 26. dubna 2016 podepsal papež František dekret o jejich mučednictví.
Blahořečen pak byl ve skupině albánských mučedníků dne 5. listopadu 2016 v katedrále svatého Štěpána ve Skadaru. Obřadu předsedal jménem papeže Františka kardinál Angelo Amato.
Jejich památka je připomínána 5. listopadu. Je zobrazován v kněžském oděvu.